# Meizodon plumbiceps
Meizodon plumbiceps är en ormart som beskrevs av Boettger 1893. Meizodon plumbiceps ingår i släktet Meizodon och familjen snokar. Inga underarter finns listade i Catalogue of Life.
Denna orm förekommer i östra Etiopien, vid Kenyas nordöstra spets och i södra Somalia. Arten lever i kulliga områden och i bergstrakter mellan 700 och 1500 meter över havet. Habitatet varierar mellan torra savanner, halvöknar, buskskogar vid havet och växtligheten intill vattendrag. Meizodon plumbiceps är antagligen dagaktiv och den gömmer sig ofta i jordhålor eller i den täta växtligheten. Några exemplar hittades i termitstackar. Enligt IUCN lägger honor ägg men enligt The Reptile Database föder de levande ungar.
För beståndet är inga hot kända. IUCN kategoriserar arten globalt som livskraftig.